# Pteruthius flaviscapis
A Pteruthius flaviscapis a madarak osztályának verébalakúak (Passeriformes) rendjébe és a lombgébicsfélék (Vireonidae) családjába tartozó faj.

## Rendszerezése
A fajt Coenraad Jacob Temminck holland zoológus írta le 1835-ben, az Allotrius nembe Allotrius flaviscapis néven.

## Előfordulása
Délkelet-Ázsiában, az Indonéziához tartozó Jáva szigetén honos. Természetes élőhelyei a szubtrópusi és trópusi hegyi esőerdők és magaslati cserjések. Magassági vonuló.

## Megjelenése
Testhossza 14 centiméter, testtömege 29–44 gramm.

## Életmódja
Valószínűleg rovarokkal, bogyókkal, gyümölcsökkel és magvakkal táplálkozik.

## Természetvédelmi helyzete
Az elterjedési területe nagyon nagy, egyedszáma ugyan csökken, de még nem éri el a kritikus szintet. A Természetvédelmi Világszövetség Vörös listáján nem fenyegetett fajként szerepel.